# Campionati europei under 23 di lotta 2019
I campionati europei di under 23 lotta 2019 si sono svolti a Novi Sad, in Serbia, dal 4 al 10 marzo 2019. Sono stati la 5ª edizione della manifestazione continentale per lottatore di età inferiore ai 23 anni. Si sono svolti 30 tornei di cui 10 di lotta greco-romana e 20 di lotta libera, 10 femminile e 10 maschile.

## Podi

### Uomini

#### Lotta libera
| Evento | Oro                  | Argento             | Bronzo                    |
| 57 kg  | Andrii Yatsenko      | Amirkhan Guvazhokov | Şaban Kızıltaş            |
| 57 kg  | Andrii Yatsenko      | Amirkhan Guvazhokov | Roberti Dingashvili       |
| 61 kg  | Abasgadzhi Magomedov | Georgios Pilidis    | Selehattin Sert           |
| 61 kg  | Abasgadzhi Magomedov | Georgios Pilidis    | Asgar Mammadaliyev        |
| 65 kg  | Vazgen Tevanyan      | Edemi Bolkvadze     | Ilman Mukhtarov           |
| 65 kg  | Vazgen Tevanyan      | Edemi Bolkvadze     | Roman Asharin             |
| 70 kg  | Razambek Zhamalov    | Patryk Olenczyn     | Daud Ibragimov            |
| 70 kg  | Razambek Zhamalov    | Patryk Olenczyn     | Mihail Georgiev           |
| 74 kg  | Nikita Suchkov       | Akhsarbek Gulaev    | Giorgi Sulava             |
| 74 kg  | Nikita Suchkov       | Akhsarbek Gulaev    | Khachatur Papikyan        |
| 79 kg  | Radik Valiev         | Ramazan Sarı        | Tariel Gaphrindashvili    |
| 79 kg  | Radik Valiev         | Ramazan Sarı        | Adlan Bataiev             |
| 86 kg  | Arsen-Ali Musalaliev | Arif Özen           | Zaur Beradze              |
| 86 kg  | Arsen-Ali Musalaliev | Arif Özen           | Gadzhimurad Magomedsaidov |
| 92 kg  | Batyrbek Tsakulov    | Vasyl Sova          | Shamil Zubairov           |
| 92 kg  | Batyrbek Tsakulov    | Vasyl Sova          | Erhan Yaylacı             |
| 97 kg  | İbrahim Çiftçi       | Shamil Musaev       | Dzianis Khramiankou       |
| 97 kg  | İbrahim Çiftçi       | Shamil Musaev       | Givi Mach'arashvili       |
| 125 kg | Vitali Piasniak      | Yurii Idzinskyi     | Kamil Kosciolek           |
| 125 kg | Vitali Piasniak      | Yurii Idzinskyi     | Vitalii Goloev            |

#### Lotta greco-romana
| Evento | Oro                | Argento             | Bronzo                       |
| 55 kg  | Nugzari Tsurtsumia | Florin Tita         | Viktor Vedernikov            |
| 55 kg  | Nugzari Tsurtsumia | Florin Tita         | Artium Deleanu               |
| 60 kg  | Kerem Kamal        | Razvan Arnaut       | Ivo Krasimirov Iliev         |
| 60 kg  | Kerem Kamal        | Razvan Arnaut       | Sadyk Lalaev                 |
| 63 kg  | Levani Kavjaradze  | Slavik Galstyan     | Erik Torba                   |
| 63 kg  | Levani Kavjaradze  | Slavik Galstyan     | Abdullah Toprak              |
| 67 kg  | Alen Mirzoian      | Sebastian Nad       | Artur Politaiev              |
| 67 kg  | Alen Mirzoian      | Sebastian Nad       | Aliaksandr Liavonchyk        |
| 72 kg  | Ramaz Zoidze       | Magomed Yarbilov    | Cengiz Arslan                |
| 72 kg  | Ramaz Zoidze       | Magomed Yarbilov    | Stoyan Kubatov               |
| 77 kg  | Islam Opiev        | Serkan Akkoyun      | Beka Mamukashvili            |
| 77 kg  | Islam Opiev        | Serkan Akkoyun      | Tamas Levai                  |
| 82 kg  | Zoltán Lévai       | Vaag Margarian      | Hasan Basri Yıldırım         |
| 82 kg  | Zoltán Lévai       | Vaag Margarian      | Stanislau Shafarenka         |
| 87 kg  | Gurami Khetsuriani | Gazi Khalilov       | Ivan Huklek                  |
| 87 kg  | Gurami Khetsuriani | Gazi Khalilov       | Ali Cengiz                   |
| 97 kg  | Arvi Savolainen    | Giorgi Melia        | İbrahim Tığcı                |
| 97 kg  | Arvi Savolainen    | Giorgi Melia        | Vladen Kozliuk               |
| 130 kg | Zviadi Pataridze   | Lenard Istvan Berei | Osman Yıldırım               |
| 130 kg | Zviadi Pataridze   | Lenard Istvan Berei | Oleg Kahaberovitch Agakhanov |

### Donne

#### Lotta libera
| Evento | Oro                   | Argento               | Bronzo                   |
| 50 kg  | Oksana Livach         | Nadezhda Sokolova     | Kseniya Stankevich       |
| 50 kg  | Oksana Livach         | Nadezhda Sokolova     | Miglena Selishka         |
| 53 kg  | Annika Wendle         | Khrystyna Bereza      | Zeynep Yetgil            |
| 53 kg  | Annika Wendle         | Khrystyna Bereza      | Suzanna Seicariu         |
| 55 kg  | Viktoriia Vaulina     | Eda Tekin             | Andreea Ana              |
| 55 kg  | Viktoriia Vaulina     | Eda Tekin             | Sezen Belberova          |
| 57 kg  | Ramona Galambos       | Alina Akobiia         | Elif Yanık               |
| 59 kg  | Anastasia Nichita     | Anhelina Lysak        | Zelfira Sadraddinova     |
| 59 kg  | Anastasia Nichita     | Anhelina Lysak        | Emma Margareta Johansson |
| 62 kg  | Ilona Prokopevniuk    | Luzie Manzke          | Daria Bobrulko           |
| 65 kg  | Maria Kuznetsova      | Kriszta Incze         | Pauline Lecarpentier     |
| 65 kg  | Maria Kuznetsova      | Kriszta Incze         | Noémi Szabados           |
| 68 kg  | Natalia Strzałka      | Khanum Velieva        | Alina Levytska           |
| 72 kg  | Anastasiya Zimiankova | Evgeniia Zakharchenko | Yelyzaveta Saidakova     |
| 76 kg  | Daria Shisterova      | Ayşegül Özbege        | Georgina Nelthorpe       |
| 76 kg  | Daria Shisterova      | Ayşegül Özbege        | Diana Vlasceanu          |

## Classifica squadre
| Pos. | Lotta libera maschile | Lotta libera maschile | Lotta greco-romana | Lotta greco-romana | Lotta libera femminile | Lotta libera femminile |
| Pos. | Squadra               | Punti                 | Squadra            | Punti              | Squadra                | Punti                  |
| ---- | --------------------- | --------------------- | ------------------ | ------------------ | ---------------------- | ---------------------- |
| 1    | Russia                | 178                   | Georgia            | 203                | Russia                 | 180                    |
| 2    | Turchia               | 132                   | Russia             | 167                | Ucraina                | 168                    |
| 3    | Ucraina               | 110                   | Turchia            | 141                | Turchia                | 118                    |
| 4    | Georgia               | 109                   | Romania            | 78                 | Bielorussia            | 90                     |
| 5    | Bielorussia           | 82                    | Ucraina            | 70                 | Romania                | 85                     |